# Flume (album)
Flume è il primo album in studio del musicista di musica elettronica australiano Flume, pubblicato nel 2012.

## Tracce
1. Sintra – 2:35
2. Holdin On – 2:34
3. Left Alone (feat. Chet Faker) – 3:29
4. Sleepless (feat. Jezzabell Doran) – 3:29
5. On Top (feat. T.Shirt) – 3:51
6. Stay Close – 2:56
7. Insane (feat. Moon Holiday) – 3:33
8. Change – 2:30
9. Ezra – 3:37
10. More Than You Thought – 4:05
11. Space Cadet – 2:12
12. Bring You Down (feat. George Maple) – 4:38
13. Warm Thoughts – 3:48
14. What You Need – 4:10
15. Star Eyes – 2:26